# Мостове на Струга
„Мостове на Струга“ (на македонска литературна норма: „Мостове на Струга“) е международна литературна награда на ЮНЕСКО, присъждана от организационния съвет на фестивала „Стружки вечери на поезията“.
Наградата се присъжда за най-добра поетична сбирка на поет-дебютант.

## История
Наградата е учредена през 2003 г. За наградата могат да кандидатствуват автори под 35 години, които трябва да изпратят три екземпляра от дебютната си книга, както и поне пет стихотворения преведени на английски език.
Наградата включва статуетка, парична сума и издаване на книга от поета лауреат в превод на македонски литературен език.
Наградата се връчва на международното поетично представяне „Мостове“ на устието на река Черни Дрин в Струга (оттичането ѝ от Охридското езеро) пред хилядна публика.

## Носители на наградата
- 2004 – Ангело Суарез,  Филипини[1]
- 2005 – Андреа Коте,  Колумбия[3]
- 2006 – Мариана Гейде,  Русия[2]
- 2007 – Мануа Риме,  Белгия[1]
- 2008 – Антония Новакович,  Хърватия[2]
- 2009 – Осман Сарус,  Сенегал[4]
- 2010 – Сиим Кера,  Естония[5]
- 2011 – Хироши Таниучи,  Япония[6]
- 2012 – Франсоа Зарие Мегло,  Франция[7]
- 2013 – Николина Андова,  Северна Македония[1]
- 2014 – Хари Ман,  Великобритания[2]
- 2015 – Паула Бозалонго,  Испания[8]
- 2016 – Руна Светликова,  Белгия[2]
- 2017 – Горан Чолаходжич,  Хърватия[1]
- 2018 – Паули Тапио,  Финландия[9]
- 2019 – Моника Херцег,  Хърватия[10]
- 2020 – Владан Кречкович,  Сърбия[11]